# Differenzenfolge
Die Differenzenfolge (früher: Differenzenreihe) einer gegebenen Zahlenfolge entsteht in der Mathematik durch Bilden der Differenzen von je zwei benachbarten Folgengliedern.

## Definition
Ist {\displaystyle (a_{n})=a_{0},a_{1},a_{2},a_{3}\ldots } eine Zahlenfolge, so ist die Folge {\displaystyle a_{1}-a_{0},a_{2}-a_{1},a_{3}-a_{2}\ldots } die zugehörige Differenzenfolge. Die Differenzen {\displaystyle a_{n+1}-a_{n}} werden mit {\displaystyle d_{n}} bezeichnet und die Differenzenfolge entsprechend mit {\displaystyle (d_{n})}. Formal ist die Differenzenfolge {\displaystyle (d_{n})} also definiert durch 
{\displaystyle d_{n}:=a_{n+1}-a_{n}}.

### Beispiel
Die Differenz zweier aufeinanderfolgender ungerader natürlicher Zahlen ist immer 2. Also ergibt sich als Differenzenfolge der Folge  {\displaystyle 1,3,5,7,9,11\ldots } die konstante Folge  {\displaystyle 2,2,2,2,2\ldots } Dieser Zusammenhang lässt sich durch ein Differenzenschema veranschaulichen:
| {\displaystyle 1\ } |                     | {\displaystyle 3\ } |                     | {\displaystyle 5\ } |                     | {\displaystyle 7\ } |                     | {\displaystyle 9\ } |                     | {\displaystyle 11\ } |                       | {\displaystyle ...\ } |
|                     | {\displaystyle 2\ } |                     | {\displaystyle 2\ } |                     | {\displaystyle 2\ } |                     | {\displaystyle 2\ } |                     | {\displaystyle 2\ } |                      | {\displaystyle ...\ } |                       |

## Differenzenfolgen höherer Ordnung
Das Bilden von Differenzen benachbarter Glieder erzeugt aus einer Folge {\displaystyle (a_{n})} eine neue Folge {\displaystyle (d_{n})}. Bildet man aus der Folge {\displaystyle (d_{n})} ebenfalls Differenzen benachbarter Glieder, so erhält man abermals eine neue Folge, die Folge der Differenzen 2. Ordnung oder kurz die 2. Differenzenfolge, die mit {\displaystyle (d_{n}^{(2)})} bezeichnet wird. Die 2. Differenzenfolge ist also die „Differenzenfolge der Differenzenfolge“. Fährt man auf diese Weise fort, bildet also aus Differenzenfolgen immer weitere Differenzenfolgen, so erhält man die höheren Differenzenfolgen {\displaystyle (d_{n}^{(3)}),(d_{n}^{(4)}),(d_{n}^{(5)})} usw. 
Formal werden die Differenzen höherer Ordnung einer Folge {\displaystyle (a_{n})} rekursiv definiert durch
{\displaystyle d_{n}^{(1)}=d_{n}=a_{n+1}-a_{n}\qquad {\text{und}}\qquad d_{n}^{(k)}=d_{n+1}^{(k-1)}-d_{n}^{(k-1)},\quad k\geq 2.}
Sie ergeben sich bequem aus dem Differenzenschema
| Folge:                  | {\displaystyle a_{0}\ } |                         | {\displaystyle a_{1}\ }     |                             | {\displaystyle a_{2}\ }     |                             | {\displaystyle a_{3}\ }     |                             | {\displaystyle a_{4}\ }     |                             | {\displaystyle a_{5}\ }     |                             | {\displaystyle a_{6}\ }     |                         | {\displaystyle a_{7}\ } |                       | {\displaystyle ...\ } |
| 1. Differenzenfolge:    |                         | {\displaystyle d_{0}\ } |                             | {\displaystyle d_{1}\ }     |                             | {\displaystyle d_{2}\ }     |                             | {\displaystyle d_{3}\ }     |                             | {\displaystyle d_{4}\ }     |                             | {\displaystyle d_{5}\ }     |                             | {\displaystyle d_{6}\ } |                         | {\displaystyle ...\ } |                       |
| 2. Differenzenfolge:    |                         |                         | {\displaystyle d_{0}^{(2)}} |                             | {\displaystyle d_{1}^{(2)}} |                             | {\displaystyle d_{2}^{(2)}} |                             | {\displaystyle d_{3}^{(2)}} |                             | {\displaystyle d_{4}^{(2)}} |                             | {\displaystyle d_{6}^{(2)}} |                         | {\displaystyle \cdots } |                       |                       |
| 3. Differenzenfolge:    |                         |                         |                             | {\displaystyle d_{0}^{(3)}} |                             | {\displaystyle d_{1}^{(3)}} |                             | {\displaystyle d_{2}^{(3)}} |                             | {\displaystyle d_{3}^{(3)}} |                             | {\displaystyle d_{4}^{(3)}} |                             | {\displaystyle ...\ }   |                         |                       |                       |
| {\displaystyle \vdots } |                         |                         |                             |                             | {\displaystyle \ddots }     |                             |                             |                             |                             |                             |                             |                             |                             |                         |                         |                       |                       |
|                         |                         |                         |                             |                             |                             |                             |                             |                             |                             |                             |                             |                             |                             |                         |                         |                       |                       |
| k. Differenzenfolge:    |                         |                         |                             |                             |                             |                             | {\displaystyle d_{0}^{(k)}} |                             | {\displaystyle d_{1}^{(k)}} |                             | {\displaystyle d_{2}^{(k)}} |                             | {\displaystyle ...\ }       |                         |                         |                       |                       |

### Beispiel
{\displaystyle {\begin{aligned}(a_{n})&=(4,7,11,18,31,54,92,151,\ldots )&\quad &{\text{mit}}\,a_{n}={\frac {96+70n-n^{2}+2n^{3}+n^{4}}{24}}\\(d_{n})&=(3,4,7,13,23,38,59,\ldots )&\quad &{\text{mit}}\,d_{n}={\frac {18+2n+3n^{2}+n^{3}}{6}}\\(d_{n}^{(2)})&=(1,3,6,10,15,21,\ldots )&\quad &{\text{mit}}\,d_{n}^{(2)}={\frac {2+3n+n^{2}}{2}}\\(d_{n}^{(3)})&=(2,3,4,5,6,\ldots )&\quad &{\text{mit}}\,d_{n}^{(3)}=n+2\\(d_{n}^{(4)})&=(1,1,1,1,\ldots )&\quad &{\text{mit}}\,d_{n}^{(4)}=1\\(d_{n}^{(5)})&=(0,0,0,\ldots )&\quad &{\text{mit}}\,d_{n}^{(5)}=0\end{aligned}}}
Alle weiteren Differenzenfolgen sind ebenfalls konstant {\displaystyle 0}.

## Eigenschaften
Bildet man von einer Folge, die durch ein Polynom angegeben werden kann, wiederholt die Differenzenfolge, sind irgendwann alle weiteren Differenzenfolgen Nullfolgen.
Genauer gesagt: Die Differenzenfolge eines Polynoms {\displaystyle k}-ten Grades ist vom Grad {\displaystyle k-1}.
Nach Newton lässt sich jede Folge auch mit ihren Differenzenfolgen (genauer gesagt, mit jeweils dem ersten Folgeglied aller Differenzenfolgen) darstellen:
{\displaystyle a_{n}=a_{0}+n\cdot d_{0}+{n \choose 2}d_{0}^{(2)}+{n \choose 3}d_{0}^{(3)}+{n \choose 4}d_{0}^{(4)}+\cdots +{n \choose n}d_{0}^{(n)}=a_{0}+\sum _{k=1}^{n}{n \choose k}d_{0}^{(k)}}
mit den Binomialkoeffizienten {\displaystyle \textstyle {n \choose k}}. Bei Polynomfunktionen ist dies keine unendliche Reihe, da nur für endlich viele {\displaystyle k} die Startwerte der Differenzenfolgen {\displaystyle d_{0}^{(k)}} ungleich {\displaystyle 0} sind.
Nicht für alle Folgen sind irgendwann alle Differenzenfolgen Nullfolgen: Betrachten wir die geometrische Folge {\displaystyle \!\ a_{n}=2^{n}} so erhalten wir
{\displaystyle (a_{n})=(1,2,4,8,16,32,\ldots )}
{\displaystyle (d_{n})=(1,2,4,8,16,\ldots )}
{\displaystyle (d_{n}^{(2)})=(1,2,4,8,\ldots )}
{\displaystyle \ldots }
Alle Differenzenfolgen stimmen also mit der ursprünglichen Folge überein.

## Anwendungen
Mit Hilfe der Differenzenfolge kann man entscheiden, ob es sich bei einer gegebenen Folge um eine arithmetische Folge handelt. Wiederholtes Bilden der Differenzenfolge erlaubt die Charakterisierung arithmetischer Folgen höherer Ordnung, deshalb sind Differenzenfolgen auch bei der Untersuchung figurierter Zahlen, z. B. Polygonalzahlen von Interesse.
In der mathematischen Forschung ist die Differenzenfolge der Folge der Primzahlen Gegenstand zahlreicher Untersuchungen.
Terence Tao und Ben Green bewiesen 2004, dass es beliebig lange arithmetische Progressionen von Primzahlen geben muss (Satz von Green-Tao). Die bislang (2010) längste bekannte dieser Folgen besteht aus 26 Elementen (AP-26).
Außerhalb der Mathematik haben sie Eingang in Intelligenztests und Denksportaufgaben gefunden. 